# Liste des souverains de Brandebourg
Pour les articles homonymes, voir Brandebourg (homonymie).

D'argent, à l'aigle de gueules, membrée, becquée et languée d'or

Les souverains de Brandebourg sont successivement margraves puis princes-électeurs et rois régnant dans la marche de Brandebourg. À partir de 1618, ils portent en union personnelle aussi le titre de ducs en Prusse créant ainsi l'État de Brandebourg-Prusse puis, après le couronnement de Frédéric Ier en 1701, le titre de roi en Prusse.
L'existence de la marche de Brandebourg prend aussi fin avec la dissolution du Saint-Empire romain en 1806. Au congrès de Vienne en 1815, le territoire est en grande partie incorporé dans la province de Brandebourg.

## Création de la marche de Brandebourg
En 1134, l'empereur Lothaire III a nommé Albert Ier dit « l'Ours », fils du comte Othon de Ballenstedt issu de la maison d'Ascanie, margrave de la marche du Nord. Ce territoire situé à l'est de l'Elbe était en grande partie sous la domination des tribus slaves (« Wendes »), mais après le décès du prince Pribislav en 1150, Albert a pu s'emparer de  la forteresse centrale de Brandebourg sur la Havel. Sorti vainqueur des violents affrontements avec les forces du prince Jaxa de Copnic (possiblement identique au prince polonais Jaksa Gryfita), il s'appelait « margrave de Brandebourg » (marchio in Brandenborch) pour la première fois dans un document du 3 octobre 1157.

## Maison d'Ascanie
- 1157 – 1170 : Albert Ier « l'Ours », margrave de Brandebourg
- 1170 – 1184 : Otton Ier, margrave de Brandebourg
- 1184 – 1205 : Otton II, margrave de Brandebourg
- 1205 – 1220 : Albert II, margrave de Brandebourg

Gouvernement bicéphale :
| Lignée johannique - 1220 – 1266 : Jean Ier, margrave de Brandebourg - 1266 – 1308 : Otton IV « à la flèche », margrave de Brandebourg - 1266 – 1281 : Jean II, son frère aîné, corégent - 1266 – 1304 : Conrad Ier, son frère cadet, corégent - 1286 – 1305 : Jean IV, fils de Conrad Ier - 1291 – 1297 : Otton VII, fils de Conrad Ier - 1293 - 1318 : Henri Ier « sans Terre », frère cadet d'Othon IV, corégent - 1308 – 1319 : Valdemar « le Grand », fils de Conrad Ier, margrave de Brandebourg - 1319 – 1320 : Henri II « l'Enfant », fils de Henri Ier, margrave de Brandebourg | Lignée ottonienne - 1220 – 1267 : Otton III, margrave de Brandebourg - 1267 – 1268 : Jean III « le Praguois », margrave de Brandebourg - 1267 – 1298 : Otton V« le Long », frère cadet de Jean III, corégent - 1267 – 1300 : Albert III, frère cadet de Jean III, corégent - 1280 – 1303 : Otton VI « le Bref », frère cadet de Jean III, corégent - 1298 – 1308 : Hermann Ier « le Long », fils d'Otton V - 1308 – 1317 : Jean V « l'Illustre », son fils, dernier margrave ottonien de Brandebourg |

À la mort de son cousin Jean V en 1317, le margrave Valdemar réunit tous les fiefs de la marche sous son autorité.

## Interrègne
- 1320 – 1323 : interrègne ; avec la mort d'Henri II en juillet 1320, la lignée des margraves ascaniens du Brandebourg s'éteint. Dans le contexte de son conflit avec Frédéric le Bel, l'oncle maternel du dernier descendant, l'empereur Louis IV, de la maison de Wittelsbach, refusait d'assigner le fief au parent plus proche, le duc Rodolphe Ier de Saxe. Le fait que sa sœur Agnès était la mère du dernier margrave Henri II lui a servi pour transférer en 1323 la succession dans la marche à son propre fils aîné, Louis V.

## Maison de Wittelsbach
- 1323 – 1351 : Louis Ier« l'Ancien », fils de l'empereur Louis IV et cousin du margrave ascanien Henri II, margrave de Brandebourg, également comte régnant du Tyrol en 1342 et duc de Bavière de 1347 jusqu'à sa mort en 1361.
- 1351 – 1365 : Louis II « le Romain », margrave et premier prince-électeur (à partir de 1356) de Brandebourg
- 1365 – 1373 : Otton VIII « le Paresseux », électeur de Brandebourg, vendit la marche à l'empereur Charles IV de la maison de Luxembourg.

## Maison de Luxembourg
- 1373 – 1378 : Venceslas « l'Ivrogne », fils aîné de l'empereur Charles IV, électeur de Brandebourg, roi de Bohême depuis 1363, élu roi des Romains en 1376
- 1378 – 1388 : Sigismond, son demi-frère cadet, électeur de Brandebourg, roi de Hongrie à partir de 1387, empereur
- 1388 – 1411 : Jobst, son cousin, électeur de Brandebourg, également margrave de Moravie depuis 1375
- 1411 – 1415 : Sigismond, électeur de Brandebourg, élu roi des Romains en 1411 et sacré empereur en 1433 ; le 30 avril 1415, au concile de Constance, il lègue à Frédéric VI de Hohenzollern l’électorat et la marche de Brandebourg en remerciement de son soutien lors d'élection.

## Maison de Hohenzollern
- 1415 – 1440 : Frédéric Ier, burgrave de Nuremberg et prince d'Ansbach, également prince de Kulmbach à partir de 1420, premier prince-électeur de Brandebourg issu de la maison de Hohenzollern
- 1440 – 1470 : Frédéric II « aux Dents de Fer », électeur de Brandebourg
- 1470 – 1486 : Albert III « l'Achille », électeur de Brandebourg, margrave de Brandebourg-Ansbach et de Brandebourg-Kulmbach
- 1486 – 1499 : Jean Ier « Cicéron », électeur de Brandebourg
- 1499 – 1535 : Joachim Ier « Nestor », électeur de Brandebourg
- 1535 – 1571 : Joachim II « Hector », électeur de Brandebourg
- 1571 – 1598 : Jean II Georges, électeur de Brandebourg
- 1598 – 1608 : Joachim III Frédéric, électeur de Brandebourg, également duc de Krnov et régent du duché de Prusse à partir de 1603
- 1608 – 1619 : Jean III Sigismond, électeur de Brandebourg et régent du duché de Prusse (1611), duc en Prusse à partir de 1618
- 1619 – 1640 : Georges-Guillaume Ier, électeur de Brandebourg et duc en Prusse
- 1640 – 1688 : Frédéric-Guillaume Ier, dit « le Grand Électeur », électeur de Brandebourg et duc en Prusse, duc de Prusse à partir de 1657
- 1688 – 1713 : Frédéric III, électeur de Brandebourg et duc de Prusse, premier roi en Prusse (Frédéric Ier) à partir de 1701
- 1713 – 1740 : Frédéric-Guillaume Ier, roi en Prusse et électeur de Brandebourg
- 1740 – 1786 : Frédéric II, roi de Prusse et électeur de Brandebourg
- 1786 – 1797 : Frédéric-Guillaume II, roi de Prusse et électeur de Brandebourg
- 1797 – 1806 : Frédéric-Guillaume III, roi de Prusse et électeur de Brandebourg jusqu'en 1806

Le 6 août 1806, date de l'abandon par François II de sa qualité d'empereur des Romains, marque également la fin de l'électorat de Brandebourg. 